# Juncus drummondii
Juncus drummondii es una herbácea de la familia de las juncáceas. Es nativa de Norteamérica occidental desde el norte de Canadá y Alaska a Nuevo México, donde crece en lugares húmedos de bosques de coníferas y  prados y laderas alpinos.

## Descripción
Es una hierba perenne que forma matas estrechas y erectas de unos 40 centímetros de altura máxima. Las hojas son basales y la mayoría no tienen hojas verdaderas, sino que forman una vaina alrededor del tallo de unos pocos centímetros de largo. La inflorescencia es soportada en el lado del vástago hacia la parte superior. Tiene una larga y cilíndrica bráctea en la base que se extiende más allá de las flores. Cada flor está en un delgado pedicelo. Los gruesos tépalos son de color marrón oscuro, a veces con rayas verdes y bordes finos y transparentes. Tiene seis estambres con anteras amarillas y rojos estigmas. El fruto es una cápsula.

## Taxonomía
Juncus drummondii fue descrita por Ernst Heinrich Friedrich Meyer y publicado en Fl. Ross. (Ledeb.) 4: 235. 1853.
Etimología
Juncus: nombre genérico que deriva del nombre clásico latino  de jungere =, "para unir o vincular", debido a que los tallos se utilizan para unir o entrelazar".
drummondii: epíteto otorgado en honor del botánico escocés Thomas Drummond (1790-1835).
Sinonimia
- Juncus arcticus var. gracilis Hook.
- Juncus compressus var. subtriflorus E.Mey.
- Juncus pauperculus O.Schwarz
- Juncus subtriflorus (E.Mey.) Coville[3]